# Tourba de Kara Mustapha Dey
La tourba de Kara Mustapha Dey est un ancien mausolée tunisien, qui n’existe plus de nos jours et qui était situé sur la place du Château, dans le quartier tunisois de Bab Menara.

## Histoire
Ce mausolée est construit au cours des années 1708-1710. Il est démoli au cours des années 1960 lors de l'aménagement de la place du Château. L'édifice présente beaucoup de ressemblance avec la première tourba de Hussein Ier Bey qui date de la même époque.

## Architecture
Ce bâtiment carré, encadré de colonnes d'angle, présentait quatre façades austères en grès coquillier, tandis que la pierre calcaire était utilisée uniquement comme élément de chaînage ou pour encadrer les baies. À l'intérieur, les murs de la salle funéraire étaient revêtus de carreaux de céramique dans les parties inférieures et d'un ornement en plâtre sculpté dans les parties supérieures.
Les façades du mausolée étaient couronnées d'une corniche ornée de tuiles creuses vernissées, et des colonnes d'angle flanquaient l'ensemble. Le sommet du mausolée était surmonté d'une coupole bulbeuse recouverte de petites tuiles plates émaillées de vert. Ce dôme reposait directement sur les murs, sans tambour intermédiaire. Chacune des façades était ornée de trois arcatures aveugles percées de fenêtres à barreaux, ainsi que d'une unique porte d'entrée. L'arcature médiane de la façade orientale comportait une fenêtre grillagée, et juste en dessous de l'arc de décharge qui la surmontait, le tympan était frappé d'une plaque de marbre portant une belle inscription arabe. Cette inscription est actuellement conservée dans l'un des dépôts de l'Institut national du patrimoine en compagnie d'autres inscriptions arabes de la kasbah.
Une autre inscription d'intérêt, gravée en creux et incrustée de plomb sur une dalle de marbre rectangulaire de 54 centimètres sur 74, est le texte de fondation de la tourba de Kara Mustapha Dey, datée de 1021 de l'hégire (1709-1710). Ce texte, composé sous la forme d'un poème en mètre kâmil, comporte cinq lignes écrites en écriture cursive ottomane. Les caractères sont gravés en creux et incrustés de plomb.